# John Charles Clegg
Sir John Charles Clegg, meglio conosciuto come Charles Clegg (Sheffield, 15 giugno 1850 – Sheffield, 26 giugno 1937), è stato un calciatore inglese, di ruolo attaccante, che prese parte alla prima partita internazionale riconosciuta ufficialmente.
È stato sia il presidente sia il presidente del consiglio di amministrazione della Football Association. È stato particolarmente coinvolto nel calcio di Sheffield, ricoprendo i ruoli di presidente e di presidente del consiglio di amministrazione sia dello United sia del Wednesday. È stato anche uno dei fondatori dello Sheffield United. Ha giocato un ruolo cruciale nella fusione di due associazioni calcistiche rivali nello Sheffield and Hallamshire Football Association, club di cui diviene presidente. Durante il suo periodo alla FA diviene noto come il Napoleone del calcio.

## Biografia
Nasce a Sheffield dove vive per tutta la vita. Aveva cinque fratelli, tra i quali William con e contro cui ha giocato durante la sua carriera da calciatore. Suo padre, anch'egli di nome William, era un avvocato tirocinante: dopo aver inizialmente abbandonato la professione, in seguito alla grande alluvione di Sheffield del 1864, prepara dei reclami nei confronti delle società responsabili. In seguito diviene un avvocato ottenendo anche uno studio che nomina come "Clegg & Sons" e successivamente si candida a sindaco di Sheffield per tre volte, ottenendo due mandati e rappresentando il Partito Liberale. Charles Clegg va a lavorare nello studio del padre e dopo aver lasciato la scuola diviene un procuratore legale nel 1872. Nello stesso anno sposa Mary Sykes, dalla quale ha tre figli.
È stato un severo astemio e non fumatore. Era avverso ai giocatori che bevevano la sera prima di giocare le partite ed era contro il gioco d'azzardo. Temeva che il professionismo avrebbe potuto influire sulla corruzione del calcio e ha combattuto per diversi anni una lunga battaglia contro il professionismo durante tutta la sua carriera, perdendola. Nel corso di una riunione disciplinare in cui un giovane calciatore era stato sanzionato per i suoi modi pochi gentili verso un arbitro, Clegg gli chiese che cosa il calciatore avesse detto all'arbitro e il giovane rispose: "Bene, ho detto: vorrei dei c**** di arbitri migliori". Clegg replicò: "Vedo" e aggiunse: "Ti dirò quello che farò. Ti do una settimana per dimostrare che puoi fare proprio questo. Ma se non è possibile, temo che mi dovrai pagare £1 di multa".

## Caratteristiche tecniche
Nel libro Football Annual del 1875 di Charles Alcock è descritto come "molto veloce con la palla, sa passarla con grande giudizio e, nei pressi dell'area avversaria, ha un tiro infallibile".

## Carriera

### Calciatore
Durante la sua carriera calcistica ha giocato per lo Sheffield FC, il Perseverance and il Broomhill ma in seguito diviene principalmente noto per la sua militanza nel Wednesday. Clegg e suo fratello William rappresentano la Sheffield Association nella prima partita tra associazioni giocando contro la FA a Bramall Lane il 2 dicembre 1871: l'incontro si chiude sul 3-1 per Sheffield e Clegg diviene uno dei giocatori schierati regolarmente nelle sfide tra associazioni. Nel 1872 arriva l'unica presenza con la Nazionale inglese nella sfida contro la Scozia (0-0). Il 15 ottobre 1878 sperimenta la prima partita giocata sotto illuminazione artificiale giocando in un incontro tra i "Reds", capitanati da se stesso, e i "Blues", capitanati dal fratello: al Bramall Lane, davanti a circa 20.000 persone, i "Reds" vinsero il match per 2-0.

### Arbitro
Terminata la carriera da calciatore, i fratelli Clegg iniziarono ad arbitrare. Tra le altre partite, Charles Clegg arbitra le finali di FA Cup del 1882 e del 1892, l'incontro internazionale Scozia-Galles del 10 marzo 1888 e l'incontro internazionale tra Inghilterra e Scozia del 1 aprile 1893.

## Nella politica calcistica
Diviene una figura importante nella politica calcistica locale: nel 1880 diviene il presidente del Wednesday e nel 1885 diviene il presidente del consiglio di amministrazione della Sheffield Football Association, ottenendo un posto nel consiglio della FA. Nel 1889 assume il ruolo di presidente dello Sheffield United Cricket Club, proponendo di fondare un club calcistico che possa giocare al Bramall Lane: il 22 marzo dello stesso anno nasce lo Sheffield United Football Club e Clegg ne diviene presidente.
Nel 1890 diviene il presidente del consiglio di amministrazione della FA. Nel 1885 il calcio inglese era entrato nel professionismo, qualcosa al quale Clegg si sarebbe opposto durante tutta la sua vita. Durante la sua carica la FA entra nella FIFA, uscendo nel 1919. Dopo esser rientrata nei primi anni 1920, nel 1927 uscì nuovamente dalla FIFA a causa della questione dei pagamenti ai calciatori professionisti. Nel 1923 diviene presidente della FA. Fu nominato cavaliere da Re Giorgio V.
Clegg perisce il 26 giugno del 1937, pochi mesi dopo aver visto il Wednesday retrocede in seconda divisione. Il suo funerale si è tenuto presso la cattedrale di Sheffield e fu sepolto a Sheffield.

## Statistiche

### Cronologia presenze e reti in nazionale
| Cronologia completa delle presenze e delle reti in nazionale ― Scozia | Cronologia completa delle presenze e delle reti in nazionale ― Scozia | Cronologia completa delle presenze e delle reti in nazionale ― Scozia | Cronologia completa delle presenze e delle reti in nazionale ― Scozia | Cronologia completa delle presenze e delle reti in nazionale ― Scozia | Cronologia completa delle presenze e delle reti in nazionale ― Scozia | Cronologia completa delle presenze e delle reti in nazionale ― Scozia | Cronologia completa delle presenze e delle reti in nazionale ― Scozia |
| Data                                                                  | Città                                                                 | In casa                                                               | Risultato                                                             | Ospiti                                                                | Competizione                                                          | Reti                                                                  | Note                                                                  |
| --------------------------------------------------------------------- | --------------------------------------------------------------------- | --------------------------------------------------------------------- | --------------------------------------------------------------------- | --------------------------------------------------------------------- | --------------------------------------------------------------------- | --------------------------------------------------------------------- | --------------------------------------------------------------------- |
| 30-11-1872                                                            | Glasgow                                                               | Scozia                                                                | 0 – 0                                                                 | Inghilterra                                                           | Amichevole                                                            | 0                                                                     | Prima partita tra nazionali riconosciuta ufficialmente                |
| Totale                                                                |                                                                       | Presenze                                                              | 1                                                                     |                                                                       | Reti                                                                  | 0                                                                     |                                                                       |